# Carabus syriacus
Carabus (Procerus) syriacus – gatunek chrząszcza z rodziny biegaczowatych i podrodziny Carabinae.
Gatunek ten został opisany w 1834 roku przez Vincenza Kollara.
Chrząszcz o ciele długości od 37 do 44 mm. Głowa i przedplecze skórzaście pomarszczone. Warga górna podzielona na dwa płaty. Brzegi przedplecza bez punktów szczeciowych. Głaszczki szczękowe o ostatnim członie trójkątnym bądź toporowatym. Samce o członach stóp przednich odnóży nierozszerzonych.
Zasiedla tereny otwarte i półotwarte do wysokości 1600 m n.p.m..
Rozprzestrzeniony od południowo-wschodniej Turcji przez zachodnią Syrię i Liban po północny Izrael. W Izraelu bardzo rzadki.
Wyróżnia się 4 podgatunki tego biegacza:
- Carabus syriacus galilaeus Schweiger, 1970
- Carabus syriacus limitaneus (Korell, 1989)
- Carabus syriacus phoeniceus Deuve, 2004
- Carabus syriacus syriacus Kollar, 1843